# Oospora colorans
Oospora colorans är en svampart som beskrevs av J.F.H. Beyma 1940. Oospora colorans ingår i släktet Oospora och familjen Erysiphaceae.   Inga underarter finns listade i Catalogue of Life.